# Монго Сантамария
Монго Сантамария (Mongo Santamaría) е кубински перкусионист, утвърдена фигура в латино джаза.
Свири на конги. Има големи заслуги за сплитането на кубинските ритми със соул и ритъм енд блус музиката, което подготвя почвата за популяризирането на бугалу в края на 1960-те години. Сантамария е композиторът на джаз стандарта Afro Blue (Афро Блу), който Джон Колтрейн записва в няколко свои албума.
Роден е на 7 април 1917 г. в Хавана, столицата на Куба, под името Рамон Сантамария. През 1950 г. отива да живее в Ню Йорк и свири с известни творци на латиноамериканска музика като Перес Прадо, Тито Пуенте, Фаниа Ол Старс и други.
През 1977 г. неговият албум Amanecer (Аманесер) печели награда Грами за най-добър латиноамерикански албум, а през 1998 г. неговата интерпретация от 1963 г. на Watermelon Man (Уотърмелън Мен) на Хърби Хенкок влиза в Залата на славата на Грами.
Монго Сантамария умира на 1 февруари 2003 г. в Маями след инсулт.